# بمبديون آسيوي
بمبديون آسيوي (الاسم العلمي: Bembidion asiaticum) هو نوع من الحشرات يتبع جنس البمبديون من فصيلة الخنافس الأرضية.